# Thoiras
Thoiras este o comună în departamentul Gard din sudul Franței. În 2009 avea o populație de 424 de locuitori.

## Evoluția populației
| An        | 1975 | 1982 | 1990 | 1999 | 2006 | 2009 |
| --------- | ---- | ---- | ---- | ---- | ---- | ---- |
| Populație | 255  | 304  | 332  | 359  | 405  | 424  |